# Рекуперативно-реостатное торможение
Рекуперати́вно-реоста́тное торможе́ние — разновидность электрического торможения, при котором в процессе изменения скорости последовательно сменяются или накладываются одно на другое рекуперативное и реостатное торможения. Для повышения плавности тормозного процесса, в местах перехода тормозные характеристики перекрываются. Основное преимущество данного вида торможения заключается в том, что в этом случае расширяется область скоростей применения электрического торможения и его эффективность. Данный тип электрического торможения получил широкое распространение среди пригородных электропоездов постоянного тока (например ЭР2Р, ЭР22, ЭТ2). Применяется и в грузовых локомотивах, к примеру на 2ЭС6.